# Juan Enrique Concha Subercaseaux
Juan Enrique Concha Subercaseaux (Santiago, 12 de mayo de 1876–ibídem, 1 de enero de 1931) fue un abogado, filántropo y político chileno.
Es considerado como un autor relevante dentro de aquellos que abordaron la crisis del Centenario en Chile y uno de los precursores del socialcristianismo en Chile, junto a Carlos Silva Vildósola y los sacerdotes Juan Ignacio González Eyzaguirre, Mariano Casanova y José María Caro.

## Biografía
Hijo de Melchor Concha y Toro y Emiliana Subercaseaux Vicuña; tras educarse en Europa, en 1889 ingresó al Colegio San Ignacio y, posteriormente, cursó sus estudios en la Facultad de Derecho de la Pontificia Universidad Católica de Chile, titulándose de abogado el 26 de abril de 1899. Su memoria de prueba se tituló Cuestiones obreras.

### Matrimonio y descendencia
Contrajo matrimonio con Josefina Subercaseaux Browne, con la cual tuvo cuatro hijos: León, Juana, Elena y Emiliana. Fue abuelo de Mariano Puga Concha.

## Actividad filantrópica y educativa
Entre 1901 y 1920 fue profesor de economía política en la Facultad de Derecho de la Universidad Católica, en reemplazo de Francisco Echeverría Valdés. Publicó un libro con sus lecciones en 1918.
Fundó el Patronato de Santa Filomena, dedicando al mismo la mayor parte de su vida como su presidente. Continuó la obra de su padre en torno a la Fundación León XIII, concluyendo la última etapa de construcción de la Población León XIII. Fue un actor relevante en la promulgación de distintas leyes sociales y, como miembro del Consejo superior de habitaciones para obreros, un activo relator de la Asamblea de la Habitación Barata.

## Actividad política
Entre 1903 y 1904 ejerció como alcalde de la municipalidad de Santiago.
Fue miembro del Partido Conservador, que llegó a presidir en 1923.
Se desempeñó como diputado por Rancagua, Cachapoal y Maipo, para el periodo 1906 a 1909, y luego como senador en dos oportunidades. La primera de ellas, por Santiago, para el periodo 1915-1921.
Su programa de campaña por entonces (1915), contenía las siguientes medidas legislativas:
1. Creación de un Ministerio de Trabajo y Seguridad Social.
2. Legalización de los sindicatos.
3. Fundación de Cortes de Conciliación y Arbitraje.
4. Participación en las ganancias.
5. Protección de las trabajadoras femeninas.
6. Inspección gubernamental de los lugares de trabajo.
7. Incremento de los pequeños y medianos propietarios.
8. Colonización de las tierras centrales y sureñas.
9. Creación de cajas de previsión de empleados particulares.[3]

En las elecciones parlamentarias de 1921, fue elegido senador por O´Higgins, por el período 1921-1927; sin embargo, no pudo concluir su mandato tras disolverse el Congreso el 11 de septiembre de 1924.